# ヒゲカビ
ヒゲカビとはカビの一種であり、きわめて背が高い。大型であるため、人目を引き、また研究素材としても用いられる。

## 特徴
ヒゲカビ(Phycomyces)は、ケカビ亜門ケカビ目に属するカビである。ケカビによく似たカビではあるが、カビとしては異例に大きくなり、高さは20cmを越える場合もある。もっともよく知られた種は P. nitens であり、モデル生物としても利用される。

### 菌糸体
菌糸体は基質中によく発達する。成長は早く、4日以内にシャーレいっぱいに育つ。菌糸には隔壁はなく、多核体である。明確な気中菌糸は生じないが、長く培養すると次第に寒天表面に菌糸が伸びる。

### 無性生殖
基質上、あるいは内部の菌糸から上に伸びる胞子嚢柄の先端に球形の大型の胞子嚢を生じる。胞子嚢は大きいものは0.5mmにもなり、最大で10万もの胞子嚢胞子を含む。胞子嚢はじめは黄色く、成熟すると黒くなり、表面が裂けるようにして胞子を放出する。胞子嚢内には球形などの中軸がある。
胞子のう柄は分枝せず、最低でも5cm、よく伸びると高さが50cmを越える場合もある。透明ではあるが、その表面は青緑を帯び、金属光沢がある。若い胞子嚢柄には正の屈光性があり、光の方向に曲がる。また、成長が非常に早い。また、時に基部がふくらみ、ミズタマカビの栄養嚢に似た姿となる。

### 有性生殖
有性生殖は接合胞子嚢接合による。自家不和合性で、単独では接合胞子嚢を形成しない。好適な株同士を接触させると、両者の接した部分で、互いの菌糸から接合のための菌糸が形成され、それが一旦接触した後、再び離れてすぐに曲がって向き合い、そこで接合が行われる、いわゆる釘抜き型である。接合胞子のうは厚い壁で覆われ、表面はでこぼこで、濃い色に着色する。接合胞子嚢の成熟につれてその両側の接合胞子嚢支持菌糸から樹枝状になった付属突起が伸び、接合胞子嚢を粗く包むように発達する。

## モデル生物として
ヒゲカビがモデル生物として使われたのは以下のような例がある。

### 胞子嚢柄の成長に関して

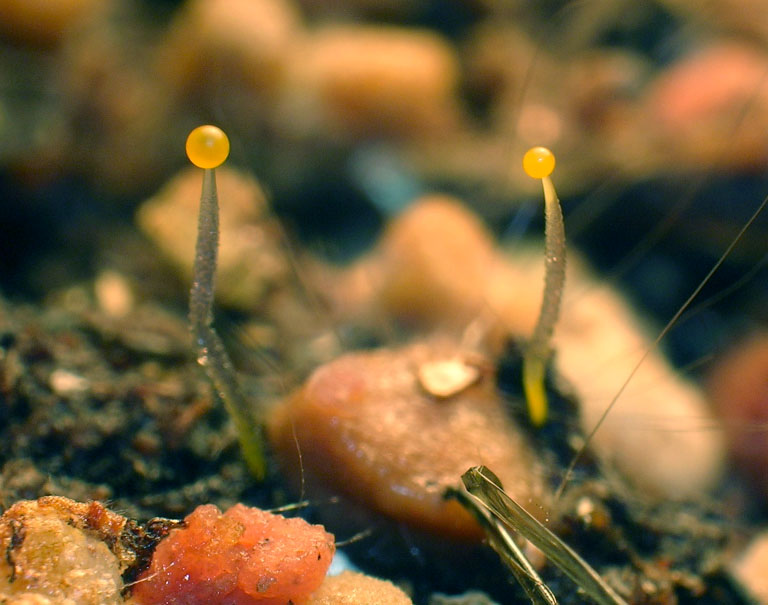
初期の胞子嚢柄

このカビの胞子嚢柄が、菌糸としては極めて太く、しかもその成長が早く、その上はっきりした正の屈光性を示すことから、これらの現象についての研究材料として用いられた。
光に関しては、胞子嚢柄が円柱形のレンズとして働き、光の当たった方向の反対側の壁を照らすことで、その部分の菌糸壁の成長を促進する効果が生じることが知られている。たとえば胞子嚢柄の周囲を屈折率の異なる液体で満たせば、それによってその効果を変えられることが知られている。また、有効なのは青色光を中心とする一定波長の光であることが知られている。なお、このカビの光への反応性の高さは特筆すべきもので、「多くの植物や菌類は満月が感じられる程度だが、ヒトやこのカビは星が見える」旨をCerda-Olmedoが記しているとのこと(Alexopoulos et al. 1996)。
胞子嚢柄の成長については、いくつかの段階に分かれることが知られている。最初は胞子嚢柄先端が伸長し、その後、いったん成長を止め、先端に胞子嚢が形成される。胞子嚢の完成後は、胞子嚢の下方の一定領域で伸長が起こる。また、この間に胞子嚢柄が回転運動を行うことも観察されている。胞子嚢の形成までは時計回り、その後しばらく回転を止め、形成後の伸長時には逆回転となり、しばらくそれが続いたあと、さらに回転向きが逆転する。これらの現象の原因等についてはわかっていないことが多い(ウェブスター／椿、1985、p.197)。

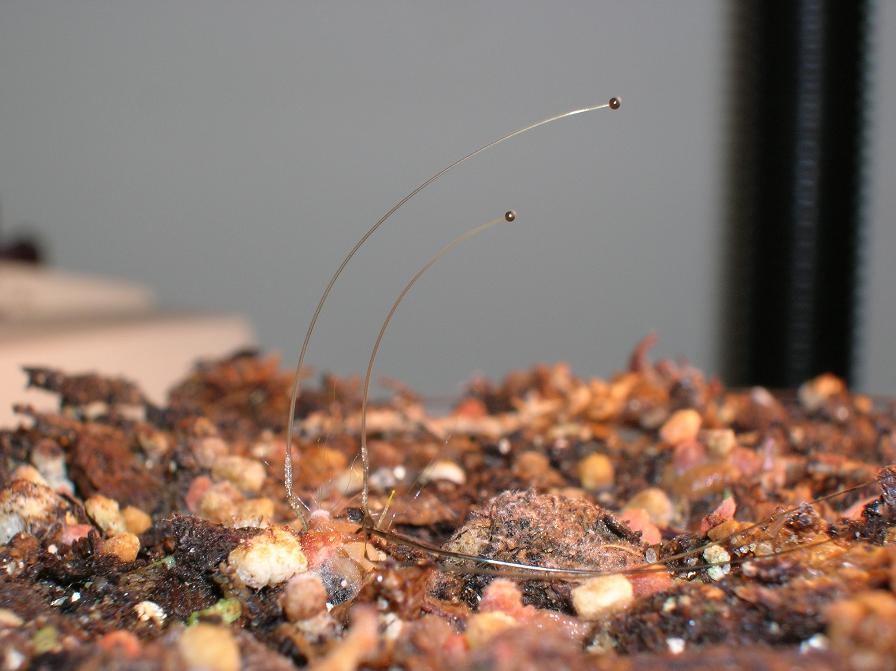
屈光性によって曲がった胞子嚢柄

### 接合子形成に関して
接合菌類の多くは、性の分化はないが、ややそれに似た自家不和合性があり、単独の株のみでは接合胞子を形成せず、好適な他の株と接触する必要がある。このしくみについての研究にも、このカビが大きく関わっている。
これらのカビでは、個々の株は＋と－で表される2通りに分かれており、同じ符号の株の間では接合は行われず、異なる符号の株同士の接触時にのみ接合胞子が形成される。この性質は単独の対立遺伝子に支配されているらしい(ウェブスター／椿、1985、p.204)。
また、異なった種間では接合子は形成されないが、好適な株同士であれば配偶子嚢形成が誘発される場合がある。これを利用すれば、種が異なっていても共通するような＋－株を設定することができる。現在では、ヒゲカビがその基準に使われている。

## 成育環境
ヒゲカビは、人為的環境によく出現する。特に有機物が濃厚に蓄積したところに発生し、発酵産業の工場で貯蔵庫や樽から発生する事が知られている。その姿が大きくて目につき易いために古くから注目された。例えば、墓へ供えた食品に長大な髭が生えたとする江戸時代の記録があり、記録の内容、状況からヒゲカビの発生記録であることがほぼ確実視されている。緑色を帯びるため、当初は藻類であると見なされたことがある。
野外では草食動物の糞から発生することが知られている。背が高くなること、光に向かって伸びることなど、同じく糞性の性質が強いミズタマカビ類にも共通する性質である。

## 分類
古典的な分類では胞子のうだけを形成することからケカビ科とする場合もあるが、接合胞子のうに見られる独特の形質などから、1属で独立のヒゲカビ科と見なすことが多かった。2013年の時点では、この科を認める説があり、ただし同時にこの科にはタケハリカビを含めている。こちらも背が高く大きい胞子嚢のみを形成するカビであるが、キノコを宿主とする条件的寄生菌であり、生態的には大いに異なる。
この属には以下の3種が知られる。特にP. blakesleeanusはかつてはP. nitensと混同されていたようである。
- Phycomyces nitens Kunze 1823
- P. blakesleeanus Burgeff 1925
- P. microsporus van Tieghem 1875